# Predrag Pavlović
Predrag Pavlović, cyr. Предраг Павловић (ur. 19 czerwca 1986 w Kruševacu) – serbski piłkarz grający na pozycji pomocnika.

## Życiorys
Karierę rozpoczął w klubie z rodzinnego miasta Napredaku Kruševac. W 2000 roku dołączył do juniorskiej kadry Partizana Belgrad. W 2004 roku został włączony do pierwszej drużyny, lecz w barwach Partizana nie rozegrał ani jednego meczu ligowego. W sezonach 2004/2005 i 2005/2006 przebywał na wypożyczeniach kolejno w Napredaku i Teleoptiku Belgrad. W 2006 roku definitywnie odszedł do Napredaka. W 2008 roku wystąpił na Igrzyskach Olimpijskich w Pekinie. W 2010 roku przeszedł do węgierskiego klubu Debreczyn VSC. W grudniu tego samego roku stał się wolnym zawodnikiem. Od stycznia do lipca 2011 roku był zawodnikiem Metalaca Gornji Milanovac. Następnie został piłkarzem OFK Beograd. W latach 2014–2016 był zawodnikiem FK Novi Pazar. W 2016 roku został piłkarzem litewskiej Sūduvy Mariampol. Rok później odszedł do Mladostu Lučani.